# Marcus Armstrong
Marcus John Armstrong (Christchurch, 29 luglio 2000) è un pilota automobilistico neozelandese, che compete nella IndyCar Series. È stato membro della Ferrari Driver Academy dal 2017 al 2021, dal 2019 Nicolas Todt è il suo manager.
Nel 2023 diventa Rookie of the Year della IndyCar Series.

## Carriera
Nato a Christchurch, Armstrong ha iniziato a correre sui kart nel 2010, vincendo importanti titoli a partire dal 2011. Il suo esordio in monoposto è datato 2014 nella stagione 2014-15 del campionato neozelandese di Formula Ford.

### Formula Toyota
Nel novembre 2016 Armstrong è stato tra i cinque piloti invitati a partecipare alla Ferrari Driver Academy ed è stato confermato come membro il mese successivo. Nello stesso mese, è stata confermata la sua partecipazione alla Formula Toyota 2017 con la M2 Competition, dove ha ottenuto tre vittorie e si è classificato quarto. Nel 2019 torna a correre nella Formula Toyota sempre con il team M2 Competition. Armstrong ha ottenuto cinque vittorie, ma ha perso il titolo nell'ultima gara in Nuova Zelanda contro il connazionale Liam Lawson.

### Formula 4
Nel febbraio 2017 è stato annunciato che Armstrong avrebbe corso sia nel campionato ADAC F4 che in quello italiano di F4 con Prema Powerteam. Con sette vittorie in entrambe le serie, Armstrong si è classificato secondo nell'ADAC F4 e campione italiano di F4 2017.

### Formula 3 Europea

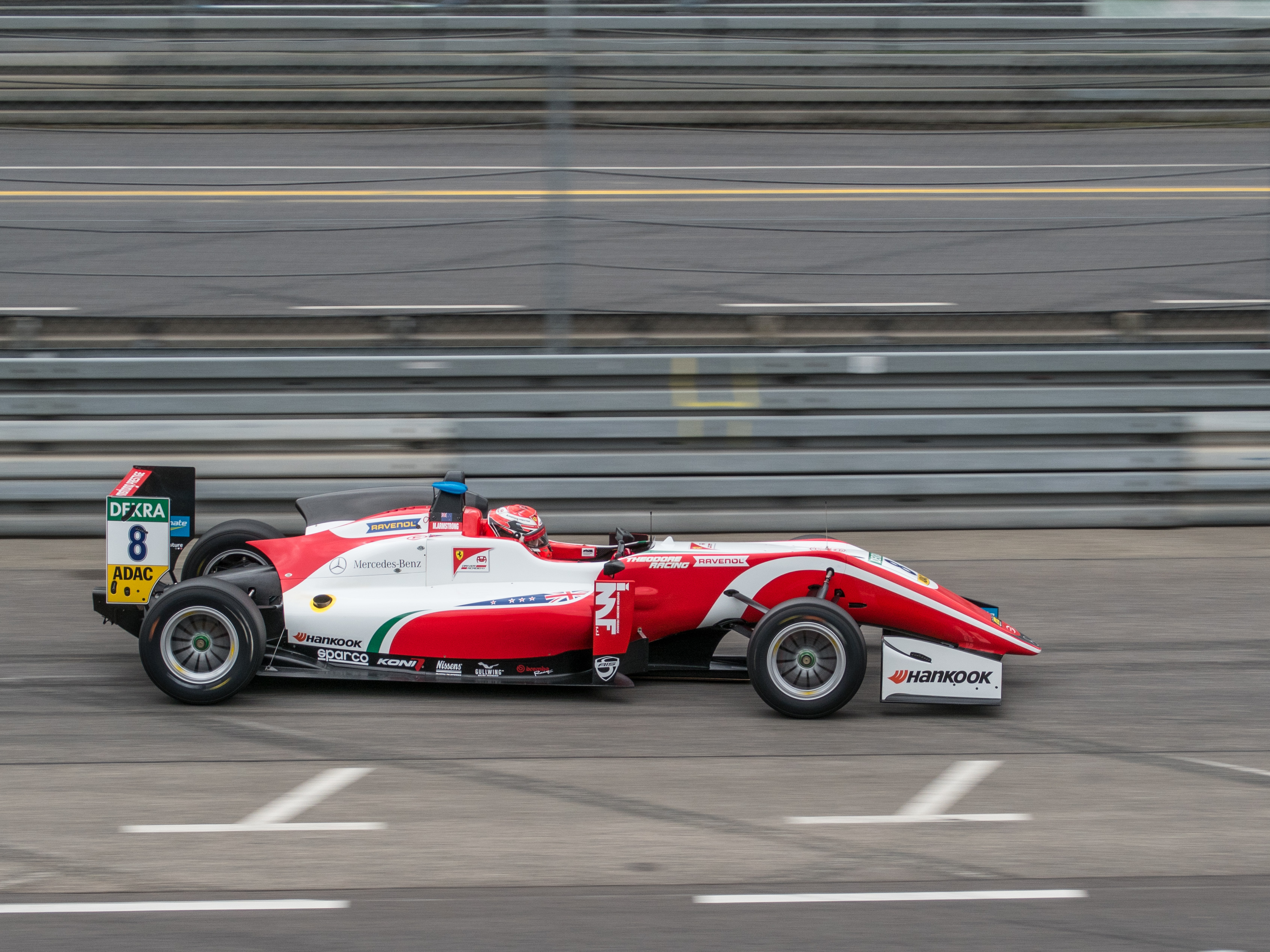
Marcus Armstrong, Norisring, F3 Europea.

Nel 2018, continuando la sua collaborazione con la Prema, è passato alla F3 europea, al fianco di altri due membri della FDA Robert Shwartzman e Guanyu Zhou. Armstrong ha vinto una gara al Norisring e ha concluso al quinto posto il campionato. Al Gran Premio di Macao ha concluso nono.

### Formula 3
L'anno successivo, Armstrong passa al nuovo campionato FIA di Formula 3 e lo fa sempre alla guida di una Prema. Nell'aprile 2019, Armstrong si è unito al programma All Road Management di Nicolas Todt. Nel campionato di F3, Armstrong ha ottenuto due vittorie in volata consecutive all'Hungaroring e a Spa-Francorchamps e una vittoria a Soci. Ha concluso al secondo posto dietro al compagno di squadra Robert Shwartzman. Nel novembre 2019, Armstrong è tornato a disputare il Gran Premio di Macao, finendo ottavo dopo essere partito diciassettesimo sulla griglia di partenza.
Nel novembre del 2023, dopo gli impegni in IndyCar Series,  Armstrong torna nel Gran Premio di Macaocon il team MP Motorsport.

### Formula 2
Il 28 novembre 2019 è stato annunciato il suo passaggio nel Campionato FIA di Formula 2 del 2020 con il team ART Grand Prix. Nella sua prima stagione conquista due podi, entrambi sul circuito di Spielberg e finisce la stagione in tredicesima posizione nella classifica finale.
Nel 2021 Armstrong continua a correre nel Campionato FIA di Formula 2 ma cambia team, passa alla DAMS. Ottiene il primo podio con la nuova squadra in gara 2 a Silverstone. In gara uno del weekend di Gedda Armstrong riesce a vincere la sua prima gara in Formula 2, arrivando davanti al connazionale Liam Lawson.
Nel dicembre del 2021, Armstrong partecipa ai test post stagionali della Formula 2 sul Circuito di Yas Marina con il team Hitech Grand Prix. Il 19 gennaio il team britannico ufficializza Armstrong insieme a Jüri Vips per la stagione 2022. Durante la prima parte della stagione ottiene due vittorie nelle Sprint Race di Imola e Spielberg e un terzo posto a Monaco. Nella seconda parte della stagione ottiene la sua terza vittoria stagionale, la Sprint Race di Zandvoort. Armstrong chiude la sua terza stagione in F2 al tredicesimo posto come nelle due edizioni precedenti. A fine anno partecipa ai Rookie test del Campionato del mondo endurance alla guida della Oreca 07 LMP2 del team Richard Mille Racing.

### IndyCar
Nell'ottobre del 2022 Armstrong partecipa a un test collettivo per Rookie della IndyCar Series a Sebring. Il neozelandese prova la Dallara IR18 del team Dale Coyne Racing. Per la stagione 2023, Armstrong si unisce al team Chip Ganassi Racing, guidando la vettura numero 11 nei circuiti stradali e cittadini evitando le corse sugli ovali. Nella sua prima stagione negli Stati Uniti, Armstrong ottiene cinque piazzamenti nella top 10 e viene eletto Rookie of the Year.
L'anno seguente viene confermato dal team Ganassi e a differenza del 2023 correrà full time. Dopo un ottimo quinto posto a Indianapolis, sul Circuito di Detroit ottiene il suo primo podio nella serie arrivando terzo. Anche al Exhibition Place di Toronto ottiene un altro ottimo quinto posto.

## Risultati

### Riassunto della carriera
| Stagione | Campionato                     | Team                                  | Gare | Vittorie | Pole | GPV | Podi | Punti | Pos. |
| -------- | ------------------------------ | ------------------------------------- | ---- | -------- | ---- | --- | ---- | ----- | ---- |
| 2013–14  | Toyota Finance 86 Championship | Neale Motorsport                      | 7    | 0        | 0    | 0   | 0    | 316   | 8º   |
| 2014–15  | Toyota Finance 86 Championship | Neale Motorsport                      | 8    | 3        | 2    | 1   | 5    | 482   | 7º   |
| 2014–15  | Formula Ford                   | N/A                                   | 3    | 1        | 1    | 0   | 2    | 0     | NC†  |
| 2015–16  | Toyota Finance 86 Championship | Neale Motorsport Auckland City Toyota | 3    | 0        | 0    | 1   | 2    | 150   | 17º  |
| 2016     | F3 britannica                  | Double R Racing                       | 3    | 0        | 0    | 1   | 0    | 0     | NC†  |
| 2016     | Eurocup Formula Renault 2.0    | R-ace GP                              | 2    | 0        | 0    | 0   | 0    | 0     | NC†  |
| 2016     | Formula Renault 2.0 NEC        | R-ace GP                              | 2    | 0        | 0    | 0   | 0    | 23    | 24º  |
| 2017     | Formula 4 italiana             | Prema Powerteam                       | 21   | 4        | 6    | 0   | 13   | 283   | 1º   |
| 2017     | Formula 4 ADAC                 | Prema Powerteam                       | 21   | 3        | 2    | 1   | 11   | 241   | 2º   |
| 2017     | Formula Toyota                 | M2 Competition                        | 15   | 3        | 1    | 0   | 8    | 792   | 4º   |
| 2018     | Formula 3 europea              | Prema Racing                          | 30   | 1        | 3    | 3   | 10   | 260   | 5º   |
| 2018     | Gran Premio di Macao           | SJM Theodore Racing by Prema          | 1    | 0        | 0    | 0   | 0    | N/A   | 8º   |
| 2018     | Formula Toyota                 | M2 Competition                        | 15   | 2        | 1    | 1   | 10   | 901   | 3º   |
| 2019     | Formula 3                      | Prema Racing                          | 16   | 3        | 1    | 4   | 7    | 158   | 2º   |
| 2019     | Toyota Racing Series           | M2 Competition                        | 15   | 5        | 2    | 5   | 10   | 346   | 2º   |
| 2019     | Gran Premio di Macao           | SJM Theodore Racing by Prema          | 1    | 0        | 0    | 0   | 0    | N/A   | 8º   |
| 2020     | Formula 2                      | ART Grand Prix                        | 24   | 0        | 0    | 0   | 2    | 52    | 13º  |
| 2021     | Formula 2                      | DAMS                                  | 23   | 1        | 0    | 0   | 2    | 49    | 13º  |
| 2022     | Formula 2                      | Hitech Grand Prix                     | 28   | 3        | 0    | 0   | 4    | 93    | 13º  |
| 2023     | IndyCar Series                 | Chip Ganassi Racing                   | 12   | 0        | 0    | 0   | 0    | 214   | 20º  |

* Stagione in corso.

† Armstrong era un pilota ospite, non poteva ottenere punti.

### Risultati in Formula 3 Europea
(legenda) (Le gare in grassetto indicano la pole position) (Le gare in corsivo indicano Gpv)
| Stagione | Team                  | Motore   | 1   | 2   | 3   | 4   | 5   | 6   | 7   | 8   | 9   | 10  | 11  | 12  | 13  | 14  | 15  | 16  | 17  | 18  | 19  | 20  | 21  | 22  | 23  | 24  | 25  | 26  | 27  | 28  | 29  | 30  | Punti | Pos. |
| -------- | --------------------- | -------- | --- | --- | --- | --- | --- | --- | --- | --- | --- | --- | --- | --- | --- | --- | --- | --- | --- | --- | --- | --- | --- | --- | --- | --- | --- | --- | --- | --- | --- | --- | ----- | ---- |
| 2018     | Prema Theodore Racing | Mercedes | PAU | PAU | PAU | HUN | HUN | HUN | NOR | NOR | NOR | ZAN | ZAN | ZAN | SPA | SPA | SPA | SIL | SIL | SIL | MIS | MIS | MIS | NÜR | NÜR | NÜR | RBR | RBR | RBR | HOC | HOC | HOC | 260   | 5º   |
| 2018     | Prema Theodore Racing | Mercedes | 5   | 3   | Rit | Rit | 2   | Rit | 1   | 2   | 3   | 4   | 2   | 16  | Rit | 6   | 3   | 6   | 5   | Rit | 2   | 13  | Rit | 6   | 4   | 5   | 4   | 2   | 5   | Rit | Rit | Rit | 260   | 5º   |

### Risultati in Formula 3
(legenda) (Le gare in grassetto indicano la pole position) (Le gare in corsivo indicano Gpv)
| Stagione | Team         | 1   | 2   | 3   | 4   | 5   | 6   | 7   | 8   | 9   | 10  | 11  | 12  | 13  | 14  | 15  | 16  | Punti | Pos. |
| -------- | ------------ | --- | --- | --- | --- | --- | --- | --- | --- | --- | --- | --- | --- | --- | --- | --- | --- | ----- | ---- |
| 2019     | Prema Racing | CAT | CAT | LEC | LEC | RBR | RBR | SIL | SIL | HUN | HUN | SPA | SPA | MNZ | MNZ | SOC | SOC | 158   | 2º   |
| 2019     | Prema Racing | 3   | 5   | 6   | 6   | 3   | 19  | 3   | 4   | 8   | 1   | 8   | 1   | 21  | 14  | 1   | 2   | 158   | 2º   |

### Risultati in Formula 2
(legenda) (Le gare in grassetto indicano la pole position) (Le gare in corsivo indicano Gpv)
| Stagione | Squadra           | 1   | 2   | 3   | 4   | 5   | 6   | 7    | 8    | 9    | 10   | 11  | 12  | 13  | 14  | 15  | 16  | 17  | 18  | 19  | 20  | 21   | 22   | 23   | 24   | 25  | 26  | 27  | 28  | Punti | Pos. |
| -------- | ----------------- | --- | --- | --- | --- | --- | --- | ---- | ---- | ---- | ---- | --- | --- | --- | --- | --- | --- | --- | --- | --- | --- | ---- | ---- | ---- | ---- | --- | --- | --- | --- | ----- | ---- |
| 2020     | ART Grand Prix    | RBR | RBR | RBR | RBR | HUN | HUN | SIL1 | SIL1 | SIL2 | SIL2 | CAT | CAT | SPA | SPA | MNZ | MNZ | MUG | MUG | MNZ | MNZ | SAK1 | SAK1 | SAK2 | SAK2 |     |     |     |     | 52    | 13º  |
| 2020     | ART Grand Prix    | 2   | Rit | 7   | 3   | Rit | 9   | 16   | 10   | 14   | 14   | Rit | 15  | 15  | Rit | 14  | 18  | 9   | 11  | 9   | 14  | 7    | 4    | 11   | 14   |     |     |     |     | 52    | 13º  |
| 2021     | DAMS              | BHR | BHR | BHR | MON | MON | MON | BAK  | BAK  | BAK  | SIL  | SIL | SIL | ITA | ITA | ITA | SOC | SOC | SOC | JED | JED | JED  | YMC  | YMC  | YMC  |     |     |     |     | 49    | 13º  |
| 2021     | DAMS              | Rit | 10  | 5   | 10  | Rit | Rit | 7    | Rit  | Rit  | 9    | 2   | 12  | 11  | 15  | 9   | 11  | C   | 11  | 1   | Rit | 8    | 10   | Rit  | 7    |     |     |     |     | 49    | 13º  |
| 2022     | Hitech Grand Prix | BHR | BHR | JED | JED | IMO | IMO | CAT  | CAT  | MON  | MON  | BAK | BAK | SIL | SIL | RBR | RBR | PAU | PAU | HUN | HUN | SPA  | SPA  | ZAN  | ZAN  | MNZ | MNZ | YMC | YMC | 93    | 13º  |
| 2022     | Hitech Grand Prix | Rit | 5   | 18  | 5   | 1   | 16  | 10   | 7    | 3    | 6    | 4   | 12  | 9   | 8   | 1   | Rit | 14  | Rit | 7   | 6   | 7    | 13   | 1    | 13   | 10  | 12  | 10  | 9   | 93    | 13º  |

### Risultati Gran Premio di Macao
| Anno | Team                      | Auto            | Qualifica | Gara |
| ---- | ------------------------- | --------------- | --------- | ---- |
| 2018 | SJM Theodore Prema Racing | Dallara F317    | 8°        | 8°   |
| 2019 | SJM Theodore Prema Racing | Dallara F3 2019 | 17°       | 8°   |
| 2023 | MP Motorsport             | Dallara F319    | 22°       | 18°  |

### Risultati in IndyCar
(legenda) (Le gare in grassetto indicano la pole position) (Le gare in corsivo indicano Gpv)
| Stagione | Squadra             | Telaio       | Motore | 1      | 2      | 3      | 4      | 5       | 6     | 7      | 8      | 9      | 10     | 11     | 12    | 13     | 14     | 15     | 16     | 17    | Punti | Pos. |
| -------- | ------------------- | ------------ | ------ | ------ | ------ | ------ | ------ | ------- | ----- | ------ | ------ | ------ | ------ | ------ | ----- | ------ | ------ | ------ | ------ | ----- | ----- | ---- |
| 2023     | Chip Ganassi Racing | Dallara DW12 | Honda  | STP 11 | TXS    | LBH 8  | ALA 11 | IMS 15  | INDY  | DET 8  | ROA 24 | MDO 9  | TOR 7  | IOW    | IOW   | NSH 13 | IMS 24 | MAD    | POR 19 | LAG 8 | 214   | 20º  |
| 2024     | Chip Ganassi Racing | Dallara DW12 | Honda  | STP 25 | LBH 12 | ALA 9  | IMS 5  | INDY 30 | DET 3 | ROA 26 | LAG 22 | MDO 17 | IOW 10 | IOW 19 | TOR 5 | GAT 8  | POR 5  | MIL 21 | MIL 26 | NSH 7 | 298   | 14º  |
| 2025     | Meyer Shank Racing  | Dallara DW12 | Honda  | STP 24 | THE 7  | LBH 14 | ALA 17 | IMS 6   | INDY  | DET    | GAT    | ROA    | MDO    | IOW    | IOW   | TOR    | LAG    | POR    | MIL    | NSH   | 92*   |      |

* Stagione in corso.